# Rellotge de temps real

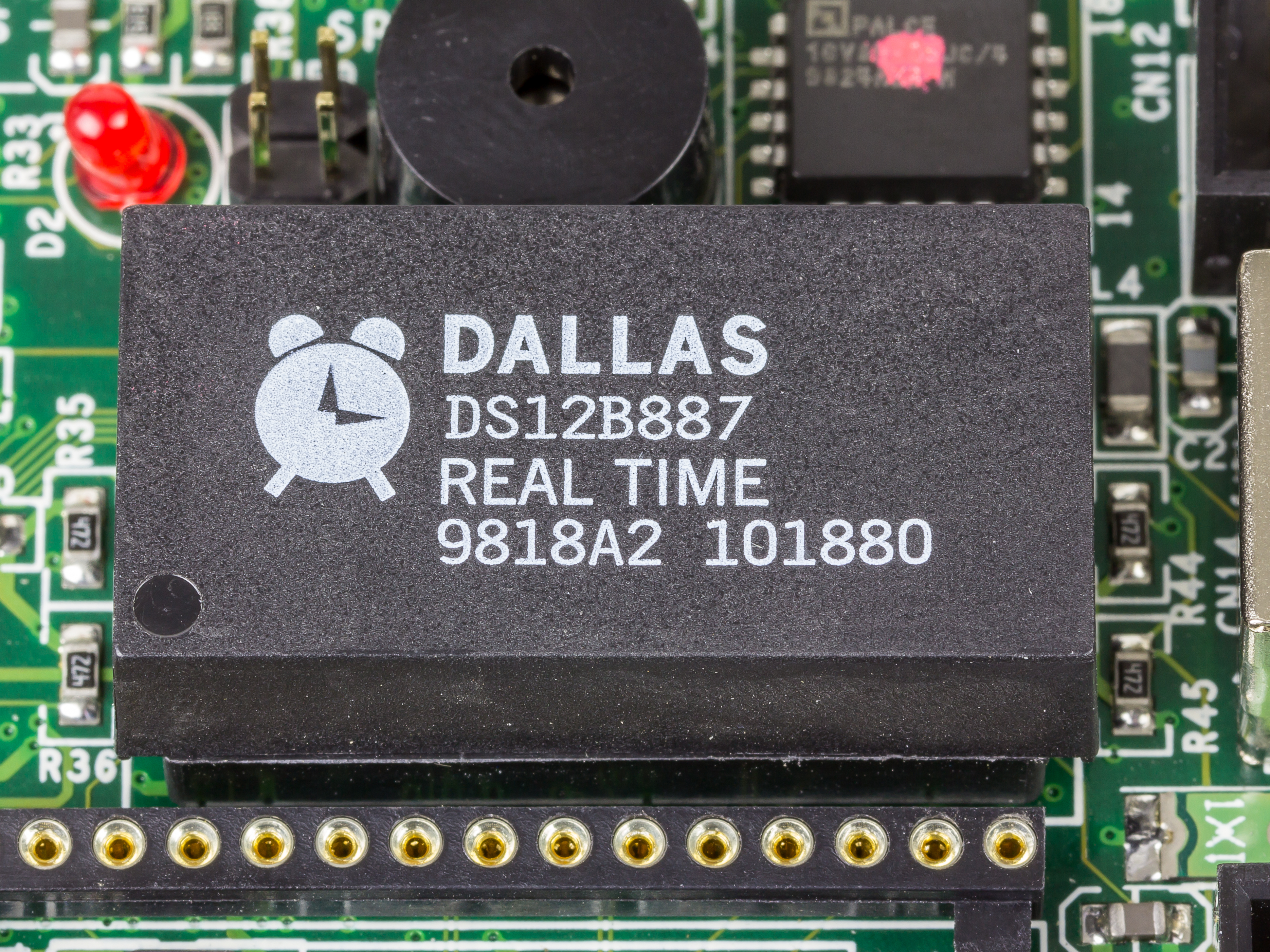
Rellotge en temps real de Dallas Semiconductor d'un ordinador antic. Aquesta versió també conté SRAM alimentada amb bateria.

Un rellotge en temps real (en anglès, real-time clock, RTC), és un rellotge d'un ordinador inclòs en un circuit integrat, que comptabilitza l'hora actual. Encara que el terme normalment es refereix a dispositius presents en ordinadors personals, servidors i sistemes encastats, els RTCs estan presents en la majoria dels aparells electrònics que necessiten guardar el temps exacte.

## Terminologia
El terme es fa servir per a evitar la confusió amb els rellotges maquinari ordinaris que només són senyals que dirigeixen circuits digitals, i no compten el temps en unitats humanes. Els RTC no han de ser confosos amb la computació en temps real (en anglès, real-time computing), que comparteix el seu acrònim de tres lletres, però que no es refereix directament al temps del dia.

## Propòsit
Encara que controlar el temps pot fer-se sense un RTC, fer servir un té beneficis:
- Baix consum d'energia (important quan està funcionant amb una bateria elèctrica)
- Allibera de treball al sistema principal perquè pugui dedicar-se a tasques més crítiques
- Algunes vegades més precís que altres mètodes

## Font d'alimentació
Els RTCs sovint tenen una font d'alimentació alternativa, de manera que poden seguir mesurant el temps mentre la font d'alimentació principal està apagada o no està disponible. Aquesta font d'alimentació alternativa és normalment una bateria de liti en els sistemes antics, però alguns sistemes nous usen un supercapacitor, perquè són recarregables i poden ser soldats. La font d'alimentació alternativa també pot subministrar energia a una memòria no volàtil.

## Mesura del temps
La majoria dels RTCs usen un oscil·lador de quars, però alguns fan servir la freqüència de la font d'alimentació
. En molts casos la freqüència de l'oscil·lador és 32.768 kHz. Aquesta és la mateixa freqüència usada en els rellotges de quars, i per les mateixes raons, que la freqüència és exactament 2  15  cicles per segon, que és una ràtio molt pràctic per usar amb circuits de comptadors binaris simples.

## Exemples

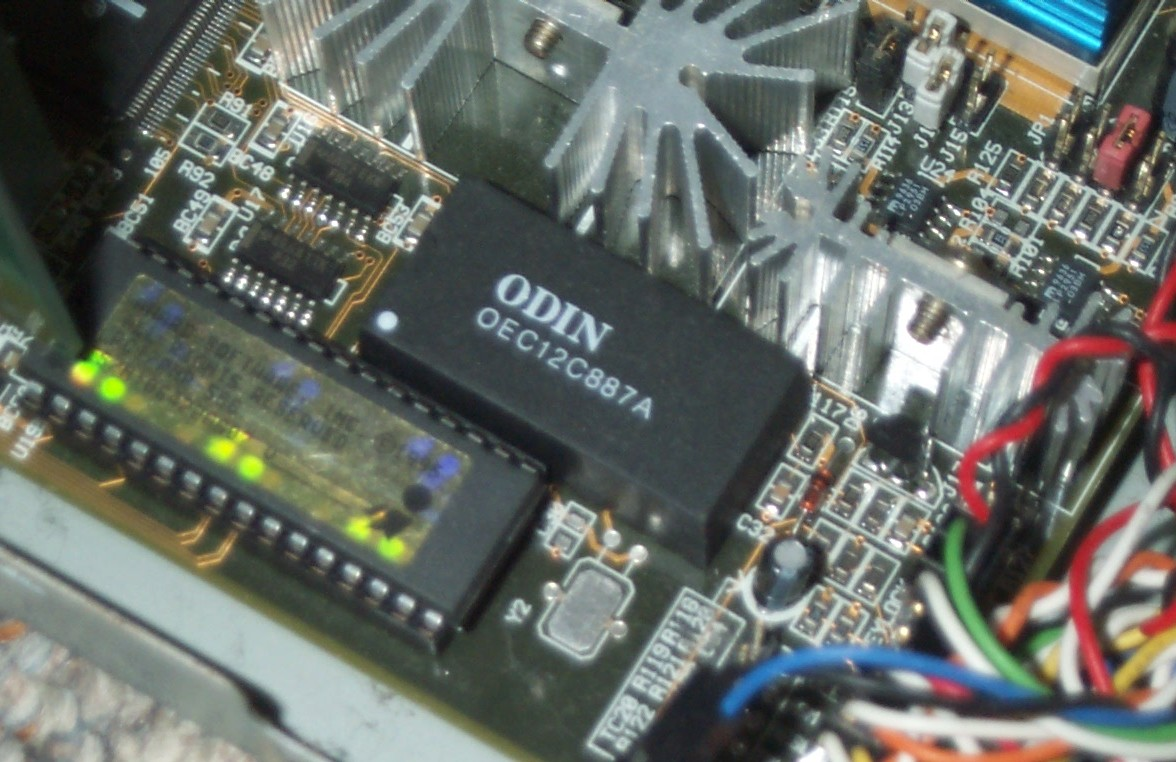
Aquest xip, etiquetatge ODIN, és un equivalent genèric d'un RTC Dallas.

Molts fabricants de circuits integrats fabriquen RTCs, per exemple Intersil, Maxim, Phil·lips, Texas Instruments i STMicroelectronics. El RTC va ser introduït en els PC compatibles per IBM PC/AT el 1984, quan va usar un RTC MC146818. Posteriorment Dallas fabricar RTCs compatibles que van ser molt usats en ordinadors personals vells, i que es poden trobar fàcilment en les seves plaques base per la seva distintiva bateria negra i per la seva logo serigrafiat. En els sistemes nous el RTC està integrat en xip Southbridge.
Alguns microcontroladors tenen rellotge en temps real incorporat, generalment només una més d'altres característiques i perifèrics.